# 12-й отдельный инженерный полк
12-й отдельный инженерный полк 23-й армии  — воинская часть в  вооружённых силах СССР во время Великой Отечественной войны.

## История
В составе действующей армии с 22 июня 1941 года по 8 июля 1941 года.
Перед войной находился на строительстве укреплённых районов на Карельском перешейке в подчинении 23-й армии.
С началом войны продолжает устройство оборонительных сооружений и заграждений, минирование дорог в полосе 23-й армии
8 июля 1941 года переформирован в 54-й отдельный инженерный батальон и 33-ю отдельную электротехническую роту (последняя убыла на Лужский рубеж)

## Подчинение
| Дата              | Фронт (округ)               | Армия | Корпус (группа) | Примечания |
| ----------------- | --------------------------- | ----- | --------------- | ---------- |
| 22 июня 1941 года | Ленинградский военный округ | -     | -               | —          |
| 01 июля 1941 года | Северный фронт              | -     | -               | —          |

## См.также
- 23-я армия